# 大分県中学校一覧
| 総数                            | 123校            |
| 国立                            | 1校              |
| 公立                            | 118校            |
| 私立                            | 4校              |
| 教育委員会所在地                | 〒870-8503       |
| 大分県大分市府内町三丁目10番1号 |                  |
| 公式サイト                      | 大分県教育委員会 |

大分県中学校一覧（おおいたけんちゅうがっこういちらん）は、大分県の中学校および義務教育学校（後期課程）の一覧。

## 国立中学校
- 大分大学教育学部附属中学校

## 公立中学校

### 大分市

#### 県立
- 大分県立大分豊府中学校

#### 市立
- 大分市立明野中学校
- 大分市立上野ヶ丘中学校
- 大分市立大分西中学校
- 大分市立大在中学校
- 大分市立王子中学校
- 大分市立賀来小中学校（小中一貫校）
- 大分市立神崎中学校
- 大分市立坂ノ市中学校
- 大分市立佐賀関中学校
- 大分市立城東中学校
- 大分市立城南中学校
- 大分市立碩田学園（小中一貫校）
- 大分市立滝尾中学校
- 大分市立竹中中学校
- 大分市立大東中学校
- 大分市立鶴崎中学校
- 大分市立東陽中学校
- 大分市立原川中学校
- 大分市立判田中学校
- 大分市立戸次中学校
- 大分市立南大分中学校
- 大分市立吉野中学校
- 大分市立稙田中学校
- 大分市立稙田西中学校
- 大分市立稙田東中学校
- 大分市立稙田南中学校
- 大分市立野津原中学校

### 別府市
- 別府市立朝日中学校
- 別府市立青山中学校
- 別府市立鶴見台中学校
- 別府市立北部中学校
- 別府市立中部中学校
- 別府市立東山幼小中学校
- 別府市立別府西中学校

### 中津市
- 中津市立豊陽中学校
- 中津市立緑ケ丘中学校
- 中津市立中津中学校
- 中津市立城北中学校
- 中津市立東中津中学校
- 中津市立今津中学校
- 中津市立三光中学校
- 中津市立本耶馬溪中学校
- 中津市立耶馬溪中学校
- 中津市立山国中学校

### 日田市
- 日田市立東部中学校
- 日田市立南部中学校
- 日田市立北部中学校
- 日田市立三隈中学校
- 日田市立大明中学校
- 日田市立戸山中学校
- 日田市立東有田中学校
- 日田市立前津江中学校
- 日田市立津江中学校
- 日田市立大山中学校
- 日田市立東渓中学校
- 日田市立五馬中学校

### 佐伯市
- 佐伯市立鶴谷中学校
- 佐伯市立佐伯城南中学校
- 佐伯市立佐伯南中学校
- 佐伯市立彦陽中学校
- 佐伯市立東雲中学校
- 佐伯市立昭和中学校
- 佐伯市立本匠中学校
- 佐伯市立宇目緑豊中学校
- 佐伯市立直川中学校
- 佐伯市立鶴見中学校
- 佐伯市立米水津中学校
- 佐伯市立蒲江翔南学園（小中一貫校）

### 臼杵市
- 臼杵市立北中学校
- 臼杵市立南中学校
- 臼杵市立東中学校
- 臼杵市立西中学校
- 臼杵市立野津中学校

### 津久見市
- 津久見市立津久見中学校
- 津久見市立保戸島中学校

### 竹田市
- 竹田市立竹田中学校
- 竹田市立竹田南部中学校
- 竹田市立緑ヶ丘中学校
- 竹田市立都野中学校
- 竹田市立久住中学校
- 竹田市立直入中学校

### 豊後高田市
- 豊後高田市立高田中学校
- 豊後高田市立河内中学校
- 豊後高田市立戴星学園
- 豊後高田市立田染中学校
- 豊後高田市立真玉中学校
- 豊後高田市立香々地中学校

### 杵築市
- 杵築市立杵築中学校
- 杵築市立宗近中学校
- 杵築市立山香中学校

### 宇佐市
- 宇佐市立安心院中学校
- 宇佐市立院内中学校
- 宇佐市立宇佐中学校
- 宇佐市立駅川中学校
- 宇佐市立西部中学校
- 宇佐市立長洲中学校
- 宇佐市立北部中学校

### 豊後大野市
- 豊後大野市立三重中学校
- 豊後大野市立清川中学校
- 豊後大野市立緒方中学校
- 豊後大野市立朝地中学校
- 豊後大野市立大野中学校
- 豊後大野市立千歳中学校
- 豊後大野市立犬飼中学校

### 由布市
- 由布市立挾間中学校
- 由布市立庄内中学校
- 由布市立湯布院中学校

### 国東市
- 国東市立国東中学校
- 国東市立国見中学校
- 国東市立安岐中学校
- 国東市立志成学園（小中一貫校）

### 東国東郡
- 姫島村立姫島中学校

### 速見郡
- 日出町立大神中学校
- 日出町立日出中学校

### 玖珠郡
- 九重町立ここのえ緑陽中学校
- 玖珠町立くす星翔中学校
- 玖珠町立学びの多様化学校

## 私立中学校
- 岩田中学校
- 大分中学校
- 明豊中学校
- 向陽中学校